# The Legend of Chin
| Recensione          | Giudizio |
| ------------------- | -------- |
| AllMusic            | [ 1 ]    |
| Jesus Freak Hideout | [ 2 ]    |
| Cross Rhythms       | [ 3 ]    |

The Legend of Chin è l'album di debutto del gruppo alternative rock statunitense Switchfoot.
L'album è stato intitolato come il migliore amico durante l'high school di Jon Foreman, Willis Chin, le cui foto e la data di nascita sono stampate sul booklet dell'album.

## Impatto
Nonostante l'album non sia mai entrato ufficialmente nelle classifiche della rivista Billboard, le tracce dell'album contribuirono alla cultura degli anni '90, e furono rivitalizzate dai successivi album del gruppo. Inoltre, il brano "You" fece parte della colonna sonora del film I passi dell'amore - A Walk to Remember, del 2002.

## Critica
L'album ebbe una recensione positiva dalla rivista Billboard, che lo definì "Un intrigante e sorprendente materiale maturo per un album di debutto."
Mike Rimmer di Cross Rhythms diede all'album un ottimo voto (7/10) e scrisse: "Hanno preso il proprio nome da un termine tecnico dei surfer, ma non è un album alla Beach Boys. Invece, uno stile melodico rock moderno rivela dei suoni di chitarra elegantemente frizzanti, una voce stridente e un'infarinatura fatta da canzoni memorabili, e questo è il problema. La maggior parte dei brani mi sconvolge e, nonostante l'abbia ascoltato quasi 15 volte, ancora attira poco la mia attenzione. [...] Questo suona come un grande album - tutti gli ingredienti sono al posto giusto, ma, esattamente come un buon Yorkshire pudding, anche il miglior ingrediente non sarebbe nulla se non venisse a galla completamente! Ci sono momenti in cui questo album assomiglia a un pancacke piuttosto che a un pudding. Tuttavia, merita un ascolto."

## Tracce
Testi e musiche di Jon Foreman, tranne dove indicato.
1. Bomb – 2:46
2. Chem 6A – 3:11
3. Underwater – 3:46 (Jon Foreman, Casey Gee)
4. Edge of My Seat – 2:47
5. Home – 4:03
6. Might Have Ben Hur – 2:38
7. Concrete Girl – 5:05
8. Life and Love and Why – 2:52
9. You – 4:13
10. Ode to Chin – 2:15
11. Don't Be There – 4:22

## Formazione
Switchfoot
- Jon Foreman – voce, chitarra ritmica
- Tim Foreman – basso, cori
- Chad Butler – batteria, percussioni

Personale aggiuntivo
- David Davidson – archi
- Peter Hyrka – archi
- Kristin Wilkinson – archi
- Matt Slocum – archi
- Eric Darken – percussioni
- Jimmie Lee Sloas – chitarra
- Charlie Peacock – rhodes, tromba
- Lucas Eddens – scratch